# Anthophora deserticola
Anthophora deserticola är en biart som beskrevs av Morawitz 1873. Anthophora deserticola ingår i släktet pälsbin, och familjen långtungebin. Inga underarter finns listade i Catalogue of Life.